# Charmoille (Doubs)
Charmoille település Franciaországban, Doubs megyében. Lakosainak száma 319 fő (2022. január 1.). Charmoille Belleherbe, Rosureux és Vaucluse községekkel határos.

## Népesség
A település népességének változása:
| Lakosok száma | 356  | 316  | 298  | 302  | 326  | 335  | 330  | 324  | 323  | 319  |
|               | 1968 | 1982 | 1990 | 2006 | 2013 | 2015 | 2017 | 2019 | 2020 | 2022 |